# Poecilia marcellinoi
Poecilia marcellinoi és un peix de la família dels pecílids i de l'ordre dels ciprinodontiformes.

## Distribució geogràfica
Es troba a Centreamèrica: El Salvador.